# 间隙
间隙（diastem）或“小间断”，在地质学中是指沉积过程中只出現過短暂中断的過程，而且沉積物很少或基本没有受到侵蚀，它们也可以被描述为极短非整合（更准确地说应该是极短准整合。1917年，美国的约瑟夫·巴勒（Joseph barrel）根据可用辐射测年估算了连续沉积的速率，其结果显示地层堆积的速度是每英尺数千年，而非数百年。他指出，沉积岩中普遍存在小间断（间隙），并解释为这是基准面波动的产物。

## 定义
国际地层委员会将地层定义为
“[a]沉积过程中的短暂中断，在恢复沉积之前几乎没有受到侵蚀”

## 持续时间
研究表明，在大陆架环境以及整个古生代中，间隙中所包含的年代范围从数百年到数千年不等。

## 参引文献
1. ↑  Catuneanu, Octavian. . Amsterdam: Elsevier. 2006.
2. ↑  Kowalewsky, Michal; Bambach, Richard K. Harries, Peter J. , 编. . Springer Science & Business Media. 2003: 24.
3. ↑  . International Commission on Stratigraphy.   [12 May 2018]. （原始内容存档于2020-05-14）.
4. ↑  Kowalewsky, Michal; Bambach, Richard K. Harries, Peter J. , 编. . Springer Science & Business Media. 2003: 34.